# Buch des Apophis
Das Buch des Apophis ist eine altägyptische Sammlung von magischen Ritualen und Texten, die sich mit der „Niederwerfung des Apophis“ beschäftigen. Die Spruchsammlung bildet den Hauptteil des Papyrus Bremner-Rhind, der für den hohen ägyptischen Geistlichen Sminis im 19. Jahr von Alexander II. (312/311 v. Chr.) niedergeschrieben wurde.

## Ursprünge
Das Buch besteht aus mehreren Spruchsammlungen mit dem Titel „Schrift für das Niederwerfen des Apophis“. Es war ursprünglich für den Amuntempel von Karnak bestimmt und sollte dort als Grundlage für ein tägliches Ritual zum „Niederwerfen der Feinde“ dienen. Den gleichen Ritus gab es auch beim memphitischen Sokar-Fest am 26. Choiak und am 2. Tag des großen Edfu-Festes. In der Bibliothek des Edfu-Tempels liest der Weise Imhotep auf einer Tempelwand dem Gott Horus das Buch „Ruhm des Re. Niederwerfen des Apophis.“ vor. Ähnliche Rituale gab es auch in Heliopolis und Theben während der Mondfeste (Monatsbeginn, 6. Monatstag und 15. Monatstag).

## Inhalt
Inhaltlich gehen die Texte auf einzelne Sprüche der Sargtexte und des Totenbuchs (z. B. Spruch 15 a/b) zurück. Hauptsächlich feiern sie den Sieg des Sonnengottes Re über den „Schlangenfeind der Finsternis“ und sollten dessen dauerhafte Niederringung magisch gewährleisten. Darüber hinaus dienten sie als universeller Schutzzauber für die Abwehr alles Feindlichen. Die Verfluchung des Apophis wirkte als Schadenzauber gegen alle irdischen Feinde und der Feinde des Gottes und des Königs. Nebenbei enthielten die Sprüche Anweisungen für Gewitterzauber und Texte aus dem Mythenkreis des Re, wie z. B. die „Rede des Allherrn“ und die „Schrift für die Kenntnis der Gestalt des Re“.